# 秦皮啶
秦皮啶（或称为“8-羟基-6,7-二甲氧基香豆素”）是一种有机化合物，分子式C11H10O5，属于香豆素类化合物，存在于菴䕡（Artemisia keiskeana）、榴梿（Durio zibethinus）等植物中。